# Alexander Facundo

Zawodnik Penn State Nittany Lions

Alexander "Alex" Joseph Facundo (ur. 2002) – amerykański zapaśnik walczący w stylu wolnym. 
Złoty medalista mistrzostw panamerykańskich w 2024. Wygrał mistrzostwa panamerykańskie juniorów w 2022. Trzeci na MŚ kadetów w 2018 i 2019 roku.
Zawodnik Davison High School, a także Pennsylvania State University.